# Mariscal de l'Aire

Insígnia d'espatlla i bocamàniga de Mariscal de l'Aire

Mariscal de l'Aire (anglès: Air Marshal; abreujat Air Mshl o AM) és un rang d'oficial de la RAF, així com a diverses forces aèries més de països de la Commonwealth. Els oficials entre Mariscal en Cap de l'Aire i Vicemariscal de l'Aire se'ls considera genèricament com a Mariscals de l'Aire).

## Preeminència
Mariscal de l'Aire és un rang de 3 estrelles i té el codi OF-8 a l'OTAN. És equivalent a Vicealmirall a la Royal Navy o a Tinent General a l'Exèrcit britànic o als Marines Reials.
El rang de Mariscal de l'Aire és immediatament superior al de Vicemariscal de l'Aire, i immediatament subordinat al de Mariscal en Cap de l'Aire.

## Orígens
Abans de l'adopció dels rangs específics de la RAF el 1919, se suggerí que la RAF podria emprar els mateixos rangs que la Marina Reial, amb el terme "Aire" davant del rang naval (per exemple, el rang que esdevindria Mariscal de l'Aire hagués quedat com Vicealmirall de l'Aire) L'Almirallat objectà per qualsevol ús que es fes dels seus rangs (fins i tot amb la forma modificada), i proposà que els rangs aeris es derivessin del mot Ardian, que derivava de la combinació dels mots gaèlics per cap (ard) i ocell (eun), amb la forma sense modificar d'Ardian pel rang equivalent a Almirall i Mariscal, i amb el terme Ardian d'Ala emprat pel rang equivalent a un Vicealmirall i a un Tinent General. Tanmateix, es preferí la fórmula Mariscal de l'Aire i s'adoptà l'1 d'agost de 1919, sent emprat de manera contínua des de l'11 d'agost de 1919.

## Insígnia
La insígnia de rang consisteix en 2 barres blau cel (amb una franja negra als costats), al damunt d'una franja blau cel amb els costats negres més gruixuda. Es llueix a les bocamànigues o a les espatlles de l'uniforme de vol.
L'estendard d'un Mariscal en Cap de l'Aire és una banda horitzontal gruixuda en vermell, sobre un fons blau gris i una banda blau fosc a les puntes.
El distintiu per un vehicle mostra 3 estrelles blanques sobre un fons blau

Estendard de comandament de Mariscal de l'Aire de la RAF
Distintiu de vehicle de Mariscal de l'Aire de la RAF
Insígnia de Mariscal de l'Aire de la Reial Força Aèria Tailandesa